# Dampierre-sur-Avre
Dampierre-sur-Avre – miejscowość i gmina we Francji, w Regionie Centralnym, w departamencie Eure-et-Loir.
Według danych na rok 1990 gminę zamieszkiwały 532 osoby, a gęstość zaludnienia wynosiła 29 osób/km² (wśród 1842 gmin Regionu Centralnego Dampierre-sur-Avre plasuje się na 658. miejscu pod względem liczby ludności, natomiast pod względem powierzchni na miejscu 728.).